# Temporada 1965 del Campeonato de Europa de Rally
La temporada 1965 fue la edición 13º del Campeonato de Europa de Rally. Comenzó el 16 de enero con el Rally de Montecarlo y finalizó el 25 de noviembre en el RAC Rally.

## Calendario
| N.º | Fecha              | Rally                                         | Resultados |
| --- | ------------------ | --------------------------------------------- | ---------- |
| 1   | 16-25 de enero     | 34. Rallye Automobile de Monte-Carlo          | Resultados |
| 2   | 25-28 de febrero   | 5. Rallye dei Fiori                           |            |
| 3   | 10-14 de marzo     | 16. KAK Rallyt - Swedish Rally                |            |
| 4   | 1-4 de abril       | 13. RACE Rallye de España                     |            |
| 5   | 26-29 de abril     | 17. Internationale Tulpenrallye               |            |
| 6   | 20-23 de mayo      | 13. Acropolis Rally                           |            |
| 7   | 10-12 de junio     | 34. Rallye de Genève                          |            |
| 8   | 5-7 de julio       | 6. Rallye Vltava                              |            |
| 9   | 19-25 de julio     | 26. Coupe des Alpes                           |            |
| 10  | 4-8 de agosto      | 25. Rajd Polski                               |            |
| 11  | 20-22 de agosto    | 15. Jyväskylän Suurajot - Rally of 1000 Lakes |            |
| 12  | 8-9 de octubre     | 3. Rally München-Wienna-Budapest              |            |
| 13  | 21-25 de noviembre | 14. RAC Rally                                 |            |

## Resultados

### Campeonato de pilotos
| Pos. | Piloto         | MON | ITA | SWE | ESP | TUL | GRE | GEN | CSK | FRA | POL | FIN | GER | GBR | Puntos |
| ---- | -------------- | --- | --- | --- | --- | --- | --- | --- | --- | --- | --- | --- | --- | --- | ------ |
| 1    | Rauno Aaltonen | Ret |     | Ret |     |     |     | 1   | 1   | 14  | 1   | 2   | 1   | 1   | 97     |
| 2    | Timo Mäkinen   | 1   |     | Ret |     | 6   | Ret | Ret | Ret | 2   |     | 1   |     | 2   | 67     |
| 3    | René Trautmann | Ret | 12  |     |     |     | 3   | 2   | 2   | 1   | 4   | Ret | Ret |     | 61     |